# Amberg, Breze
Amberg je naselje v Občini Breze v Okraju Beljak-dežela na Koroškem v Avstriji.